# Melissa Jefferson
Melissa Jefferson (Georgetown, 21 de fevereiro de 2001) é uma velocista norte-americana, especialista nos 100 m rasos, campeã olímpica e mundial no revezamento 4x100 metros.
Foi campeã mundial do 4x100 m no Campeonato Mundial de Atletismo de 2022, em  Eugene, Estados Unidos, junto com  Abby Steiner, Jenna Prandini  e Twanisha Terry. Também conquistou uma medalha de ouro no 4x100 m no Mundial seguinte, Budapeste 2023, como corredora reserva, correndo apenas a eliminatória.
Em Paris 2024 ela integrou o 4x100 norte-americano junto com Gabrielle Thomas, Sha'Carri Richardson e Twanisha Terry que conquistou a medalha de ouro, tornando-se campeã olímpica. Na prova individual dos 100 m ficou a medalha de bronze, numa prova vencida por Julien Alfred, de Santa Lúcia, que conquistou a primeira medalha olímpica deste país e interrompeu um reinado de 16 anos das corredoras jamaicanas nesta prova.